# Kaiyang
Kaiyang (开阳县; Pinyin: Kāiyáng Xiàn) ist ein chinesischer Kreis der bezirksfreien Stadt Guiyang, der Hauptstadt der Provinz Guizhou im Südwesten der Volksrepublik China. Er hat eine Fläche von 2.028 km² und zählt 383.400 Einwohner (Stand: Ende 2018).
Die alte Architektur von Matouzhai (Matouzhai gu jianzhuqun 马头寨古建筑群) aus der Zeit der Yuan-Dynastie bis Qing-Dynastie steht seit 2006 auf der Liste der Denkmäler der Volksrepublik China (6-729).